# Heterorepetobasidium
Heterorepetobasidium — рід грибів. Назва вперше опублікована 2002 року.

## Класифікація
Згідно з базою MycoBank до роду Heterorepetobasidium відносять 2 офіційно визнані види:
- Heterorepetobasidium ellipsoideum
- Heterorepetobasidium subglobosum